# プーマット国立公園
プーマット国立公園（プーマットこくりつこうえん、ベトナム語: Vườn quốc gia Pù Mát）は、ベトナム・ゲアン省の西部に位置する国立公園である。

## 概要
ベトナム中部ゲアン省に位置するプーマット国立公園は、標高1,841 mのプーマット山を中心とした国立公園である。ゲアン省西部のアインソン県、コンクオン県、トゥオンズオン県の3つの県に位置し、ラオスと国境接している。年間降水量は約1,800 mm、平均気温は23.5℃の熱帯モンスーン気候で、2,500種を超える植物や約1,000種の動物が生息し、希少種サオラも確認されるなど生物多様性に富んでいる。
この地域にはタイ族やモン族、ダンライ族（ベトナム語: Đan Lai）などの少数民族が古くから生活しており、伝統的な高床建物、農耕、織物や手工芸品、祭りや儀礼など独自の文化が残っている。

## 地理

### 位置
ベトナム・ゲアン省西部に位置し、省都ヴィンから国道を約160 km進んだ地点にある。南側はラオスとの国境約61 kmに接する。プーマット国立公園のコアエリアは1999年の調整後で94,275 ha、緩衝地帯は約100,000 haである。ゲアン省のアインソン県、コンクオン県、トゥオンズオン県の3つの行政区域内の計16の社が含まれている。
アインソン県（5社）
フックソン社（ベトナム語: Xã Phúc Sơn）
ホイソン社（ベトナム語: Xã Hội Sơn）
トゥオンソン社（ベトナム語: Xã Tường Sơn）
カムソン社（ベトナム語: Xã Cẩm Sơn）
ディンソン社（ベトナム語: Xã Đỉnh Sơn）
コンクオン県（7社）
ランケー社（ベトナム語: Xã Lạng Khê）
チャウケー社（ベトナム語: Xã Châu Khê）
ルックダー社（ベトナム語: Xã Lục Dạ）
モンソン社（ベトナム語: Xã Môn Sơn）
イェンケー社（ベトナム語: Xã Yên Khê）
ボンケー社（ベトナム語: Xã Bồng Khê）
チーケー社（ベトナム語: Xã Chi khê）
トゥオンズオン県（4社）
タムホップ社（ベトナム語: Xã Tam Hợp）
タムディン社（ベトナム語: Xã Tam Đình）
タムクアン社（ベトナム語: Xã Tam Quang）
タムタイ社（ベトナム語: Xã Tam Thái）

### 地形
全体的に起伏が激しく、標高800-1000 mの峻険な山地が中心である。南西部は比較的平坦で、一部少数民族が居住し、農林業が営まれる地域となっている。

### 地質
アンナン山脈の形成（古生代 - 新第三紀など）の影響を受け、多様な地質層を持つ。

### 水文
カー川（ベトナム語: Sông Cả）の水系が北西から南東方向に流れている。右岸側の支流であるタオイ川（ベトナム語: ）、チョアン川（ベトナム語: khe Choang）、カン川（ベトナム語: khe Khặng）は、南西から北東方向に流れ、カー川に合流している。全体的に河川網は密接しているが、降雨量が季節や地域によって不均一に分布しているため、洪水や干ばつが頻繁に発生する。

### 気候
熱帯モンスーン気候に属し、アンナン山脈の影響で地域差が大きい。年平均気温は約23 - 24℃であり、12 - 2月の冬季は平均気温が20℃以下まで下がり、1月は18℃以下となることもある。
4 - 7月の夏季はフェーンの影響で最高気温が42℃を超える日もある。雨量の約90%が9 - 10月に集中し、洪水を伴うことが多い。乾季は12 - 4月で、2 - 4月には小雨（霧雨）も見られる。

### 人口
プーマット国立公園が位置する3県（アインソン県、コンクオン県、トゥオンズオン県）周辺には、主にタイ族（ベトナム語: Thái）、コームー族（ベトナム語: Khơ Mú）、キン族（ベトナム語: Kinh）の3つの民族が居住している。その他、モン族（ベトナム語: Hơ Mông）、ダンライ族（ベトナム語: Đan Lai）、ポーン族（ベトナム語: Poọng）、オーデゥ族（ベトナム語: Ơ Đu）、タイ族（ベトナム語: Tày）などが少数暮らしている。最も人口が多いのはタイ族（Thái）で、全体の約66.89%を占めており、最も少数なのはオーデゥ族（Ơ Đu）で、全体の約0.6%を占める。
プーマット国立公園周辺16の社（xã）の合計は16,945世帯・93,235人である。内訳は以下のとおり。
| 地域                    | 人口   | 世帯数 |
| ----------------------- | ------ | ------ |
| アインソン県（5社）     | 38,163 | 6,938  |
| コンクオン県（7社）     | 39,419 | 7,167  |
| トゥオンズオン県（4社） | 15,753 | 2,849  |

## 自然

### 動物
特徴
IUCNレッドリスト（2007年）記載種は計420種、ベトナムレッドデータブック（2007年）記載種は計88種に及ぶ。ベトナムやラオス固有の鳥類・哺乳類が少なくとも12種確認されている。
哺乳類
132種（11目・30科）が確認されており、IUCNレッドリスト（2007年）には 93種、ベトナムレッドデータブックには42種が掲載されている。代表種としてはアジアゾウ、ベンガルトラ、サオラ、ドール、ガウル、ジャコウネコ、キタホオジロテナガザル、アカアシドゥクラングール、キタブタオザル、アンナンホエジカなど、国内外で絶滅が危惧される種が生息している。
鳥類
定住種と渡り鳥を含む361種（14目・49科）が確認されており、IUCNレッドリスト（2007年）には287種、ベトナムレッドデータブックには15種が掲載されている。代表種としては、セイラン、クジャク、ハッカン、カッショクコクジャク、オオサイチョウ、ナナミゾサイチョウ、コウオクイワシ。コウオクイワシはベトナム国内で保全重要種となっている。
両生類
33種が確認され、IUCNレッドリストに23種、ベトナムレッドデータブックに3種が掲載されている。
爬虫類
53種が確認され、IUCNレッドリストに17種、ベトナムレッドデータブックに20種が掲載されている。代表種としては、ミスジハコガメ、インプレッサムツアシガメ、タケアオハブ、キングコブラなど。
魚類
83種（19科・56属）が確認され、ベトナムレッドデータブック（2007年）には5種が掲載されている。代表種としては、ウナギ、ナマズ類、カーマット（ベトナム語: Cá mát、学名: Onychostoma laticeps）など。
昆虫類・その他
蝶は459種が生息しており、うち11種がベトナムで初めて記録された。
アリは78種（9亜科・40属）が確認されているが、詳細な種名の同定は進行中である。その他、1,084種（64科・7目）の昆虫が記録されており、うち71種が固有種とされる。

### 植物
種数と特徴
プーマット国立公園では6つの維管束植物門に属する160科607属1,297種が確認されている。特に被子植物門が全体の92.91%を占め、その多様性が際立っている。この豊かさは、地元固有種に加え、地理的に多様な植物群の流入が要因である。具体的には以下のような植物群の移動が確認されている。
- ヒマラヤ・雲南・貴州地域から針葉樹門や落葉広葉樹が南下。
- マレーシア・インドネシア地域からフタバガキ科が北上。
- インド・ミャンマー地域からミソハギ科やシクンシ科が西から移入。

| 植物門                             | 科数 | 属数 | 種数  |
| ---------------------------------- | ---- | ---- | ----- |
| マツバラン門（Psilotophyta）       | 1    | 1    | 1     |
| ヒカゲノカズラ門（Lycopodiophyta） | 2    | 3    | 7     |
| トクサ門（Equisetophyta）          | 1    | 1    | 1     |
| シダ植物門（Polypodiophyta）       | 16   | 345  | 74    |
| 針葉樹門（Pinophyta）              | 5    | 8    | 9     |
| 被子植物門（Magnoliophyta）        | 135  | 547  | 1,205 |
| 合計                               | 160  | 607  | 1,297 |

主要な科と希少種
160科のうち、40科は10種以上を含み、最も多いのはアカネ科（92種）である。他にトウダイグサ科（67種）、クスノキ科（58種）、ブナ科（42種）やクワ科（42種）などが続く。1科1属1種のみの科も22科ある。希少種としてはベトナムのレッドデータブックに37種が掲載され、IUCNレッドリスト（2002年）にも20種が含まれる。
IUCNレッドリスト（2020年）には20種、ベトナムレッドデータブックには37種が掲載されている。

## 歴史

### 1980年代
1986年に自然保護区の前身となる特用林（特別保護林）が設立される。1986年8月9日、首相に相当する当時の閣僚評議会議長による決定第194/CT号により、ゲアン省南西部に、以下の特用林が設置される。
アインソン自然保護区（ベトナム語: Khu Bảo tồn Thiên nhiên Anh Sơn）
アインソン県に位置し、面積1,500 ha。
タイントゥイ自然保護区（ベトナム語: Khu Bảo tồn Thiên nhiên Thanh Thủy）
タインチュオン県に位置し、面積7,000 ha。
後にこれら2つの保護区は統合され、プーマット自然保護区（ベトナム語: Khu Bảo tồn Thiên nhiên Pù Mát）を形成する基礎となる。

### 1990年代
1993年に森林調査計画研究所がプーマット自然保護区の投資計画（設立計画）を策定する。
1995年2月20日に当時の林業省が、この投資計画を公文書第343/LN-KH号により査定を行い、1995年12月28日にゲアン省人民委員会が、決定第3355/QĐ-UB号にてプーマット自然保護区の投資計画を正式に承認した。
1996年11月21日に首相決定第876/QĐ-TTg号により、「プーマットにおける社会林業・自然保護プロジェクト（EU支援）」が承認される。
1997年5月21日にゲアン省人民委員会の決定第2150/QĐ-UB号により、プーマット自然保護区（ベトナム語: Khu Bảo tồn Thiên nhiên Pù Mát）が正式に発足。省の森林防護局の管理下となる。

### 2000年代
2000年に森林調査計画研究所は、プーマットを自然保護区から国立公園へ移行することの提案を行う。2000年6月20日にゲアン省人民委員会の決定第2113/QĐ-UB号により承認され、2000年6月26日には農業農村開発省の公文書第2495/QĐ/BNN-KHからも承認をうける。
2001年11月8日に首相決定第174/2001/QĐ-TTg号により、「プーマット自然保護区」を正式にプーマット国立公園へ移行する。これにより、総面積91,113 ha（厳重保護区 89,517 ha、再生エリア 1,569 ha）が国立公園として指定されることとなる。財政管理はゲアン省人民委員会が担い、管理計画についてはゲアン省森林防護局が実施を担当することとなる。

## 観光

### 景勝地
ケケム滝（ベトナム語: Thác Khe Kèm）
コンクオン県チャーラン町（ベトナム語: Trà Lân）から約15 kmに位置する約150 mの高さの滝。タイ族の言葉で「ボーボー（Bo Bo）」または「ボックボー（Boc Bo）」とも呼ばれており、「白い絹の帯」という意味がある。
ファーライダム（ベトナム語: Dập Phà Lài）
コンクオン県モンソン社（ベトナム語: Xã Môn Sơn）に位置する2000年から2002年にかけて建設された灌漑用ダム。ファーライとはタイ族の言葉で「模様のある崖」を意味する。
サンレーの森（ベトナム語: Rừng Săng Lẻ）
トゥオンズオン県のタムディン社に位置するサルスベリが群生する森。

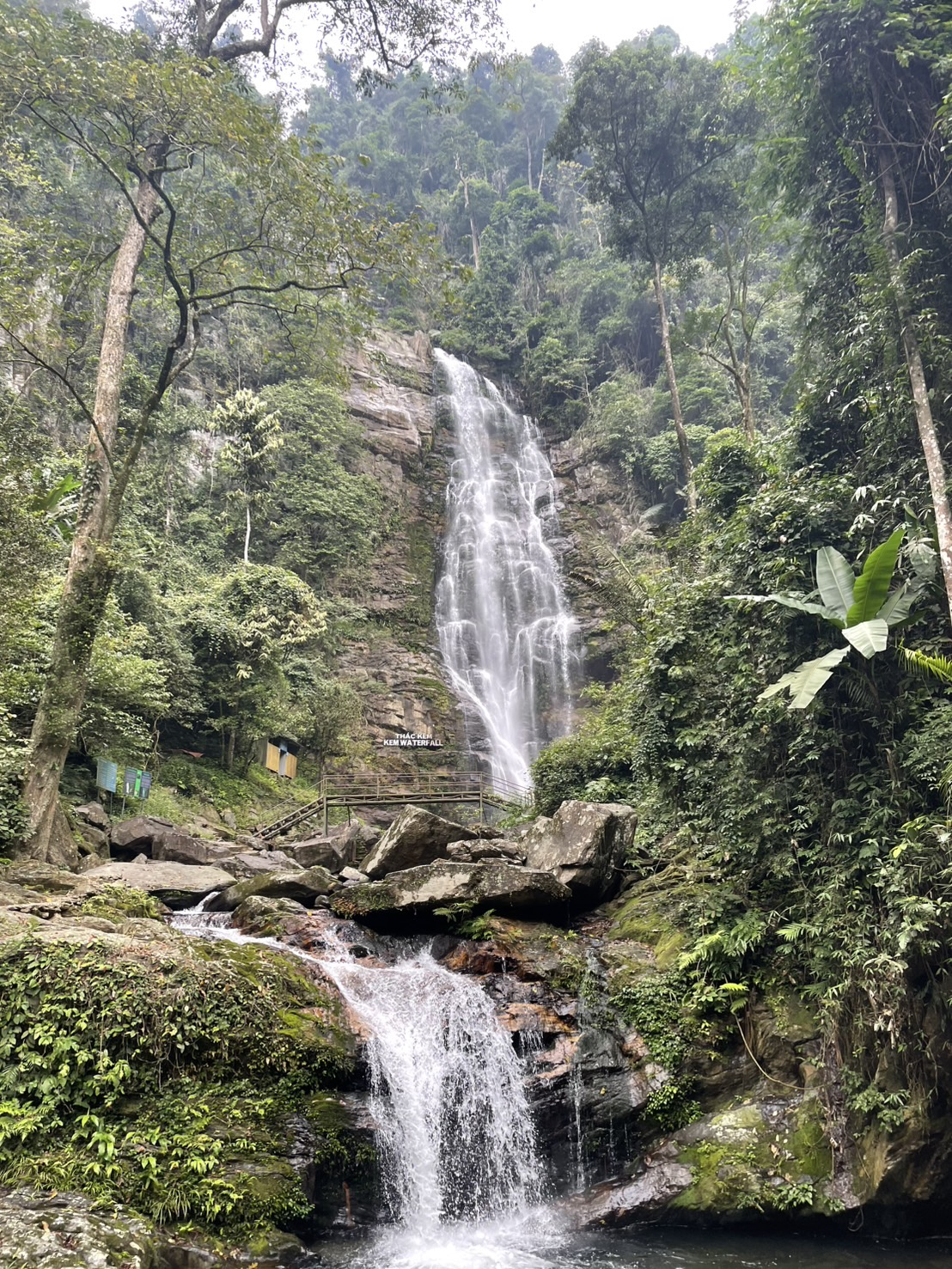
ケケム滝
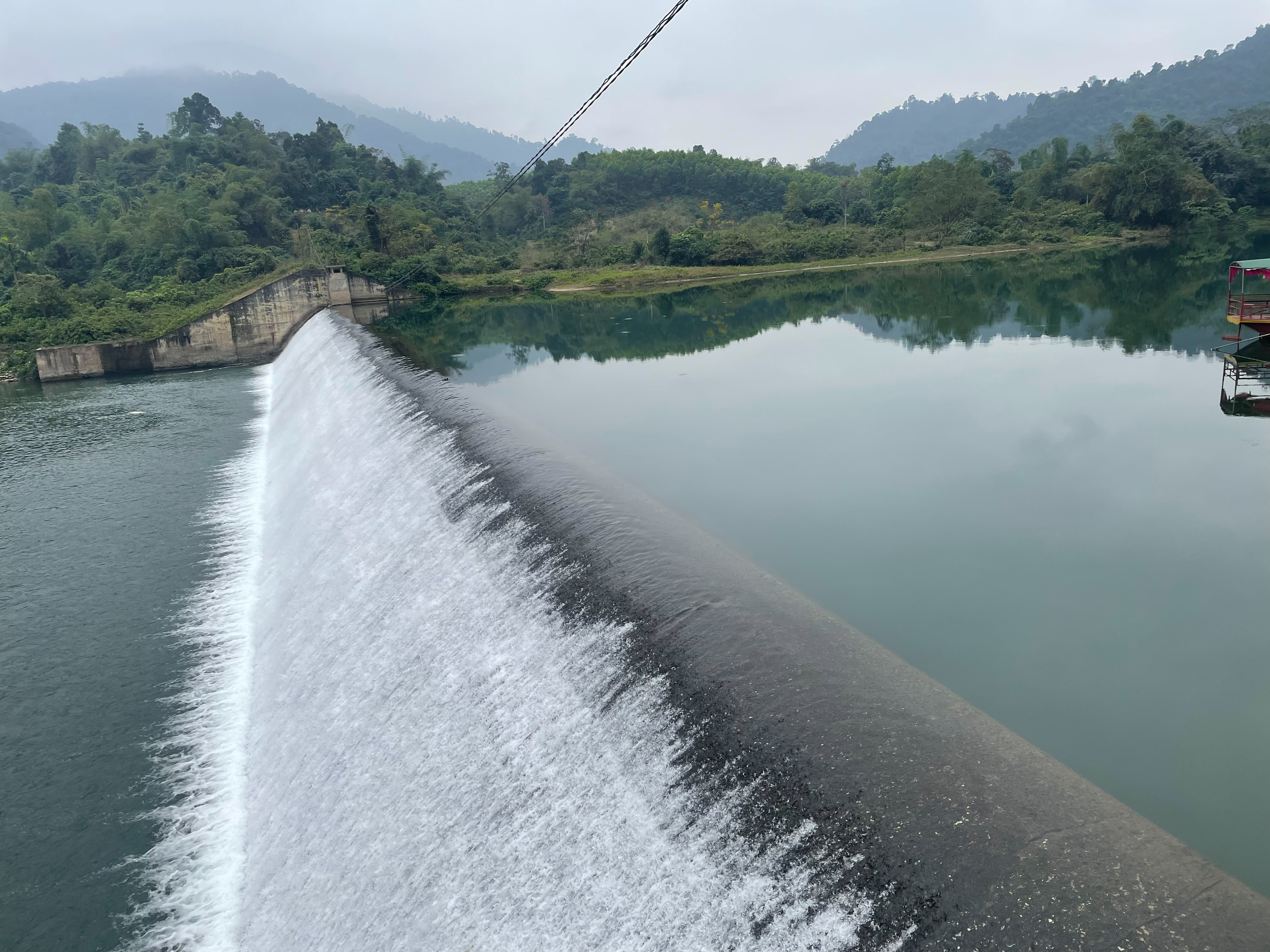
ファーライダム
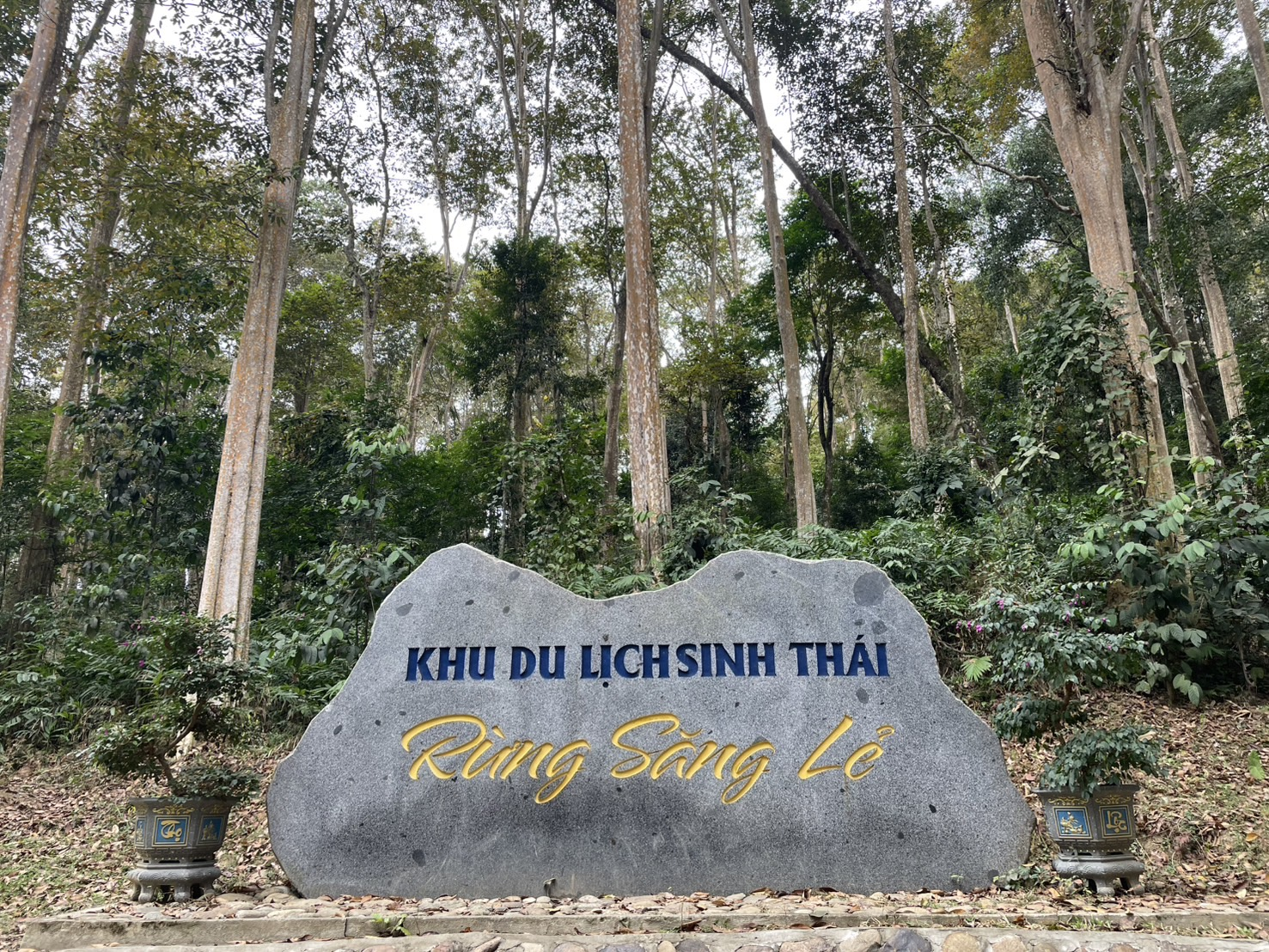
サンレーの森

### 施設
ビジターセンター
コンクオン県チーケー社（ベトナム語: Xã Chi Khê）に位置する。植物標本、動物標本、魚類の標本等が展示されている。

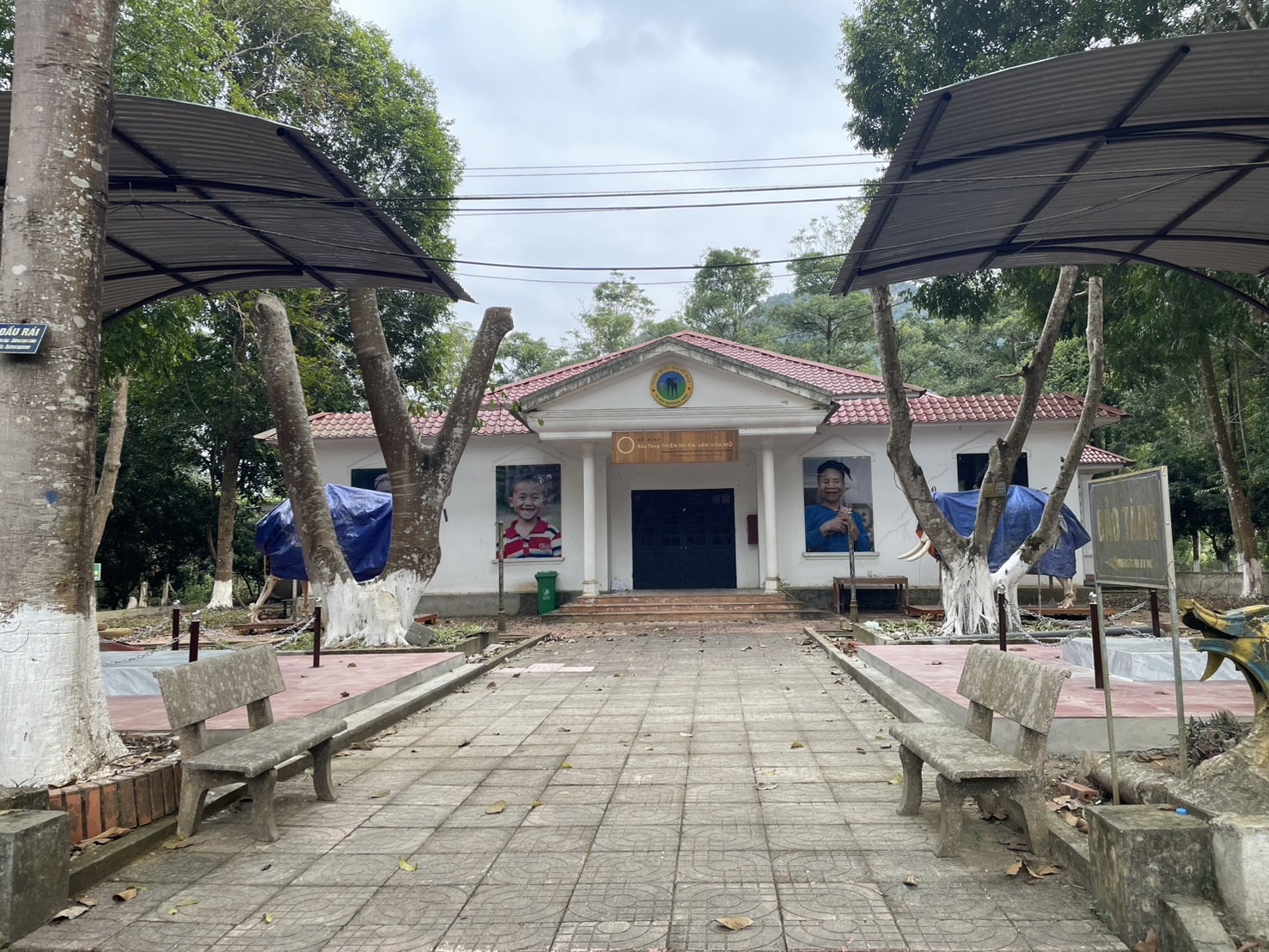
ビジターセンター
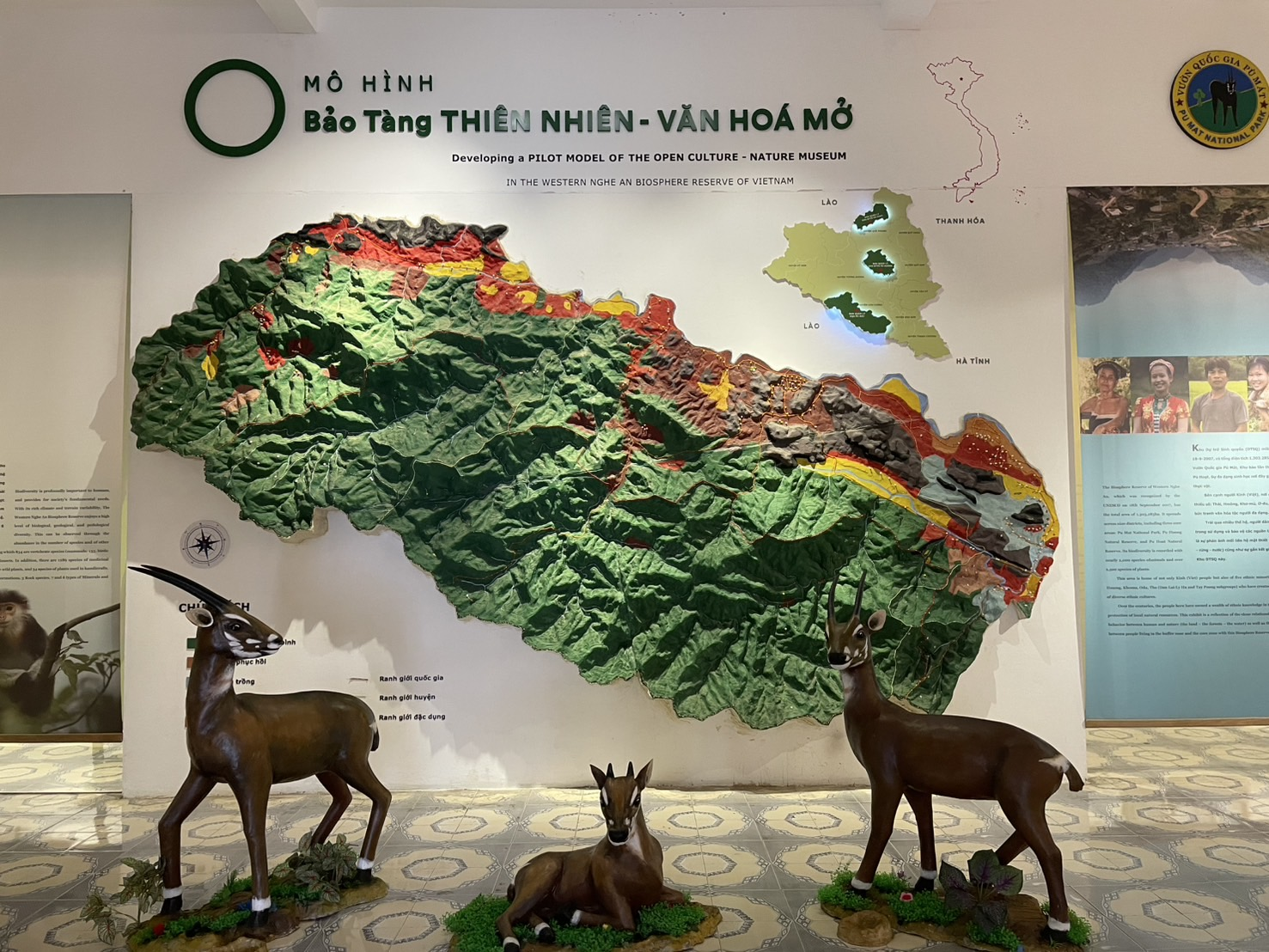
ビジターセンター内

### レクリエーション
エコツーリズム
登山やプーマット国立園内を流れるザン川（ベトナム語: Sông Giăng）ではカヤックや川下りなどのアクティビティが行われている。
コミュニティツーリズム
プーマット国立公園内、また緩衝地帯では伝統的な少数民族の文化資源が残っているため、宿泊体験（ホームステイ）や村の生活体験プログラム、伝統料理の提供、工芸品づくり体験などのコミュニティツーリズムが行われている。
コンクオン県内には、タイ族の暮らすコミュニティツーリズム村が整備されている。
- ヌア村（Bản Nưa, イエンケー〈Yên Khê〉社）
- ケザン村（Bản Khe Rạn, ボンケー〈Bồng Khê〉社）
- シエン村（Bản Xiềng, モンソン〈Môn Sơn〉社）

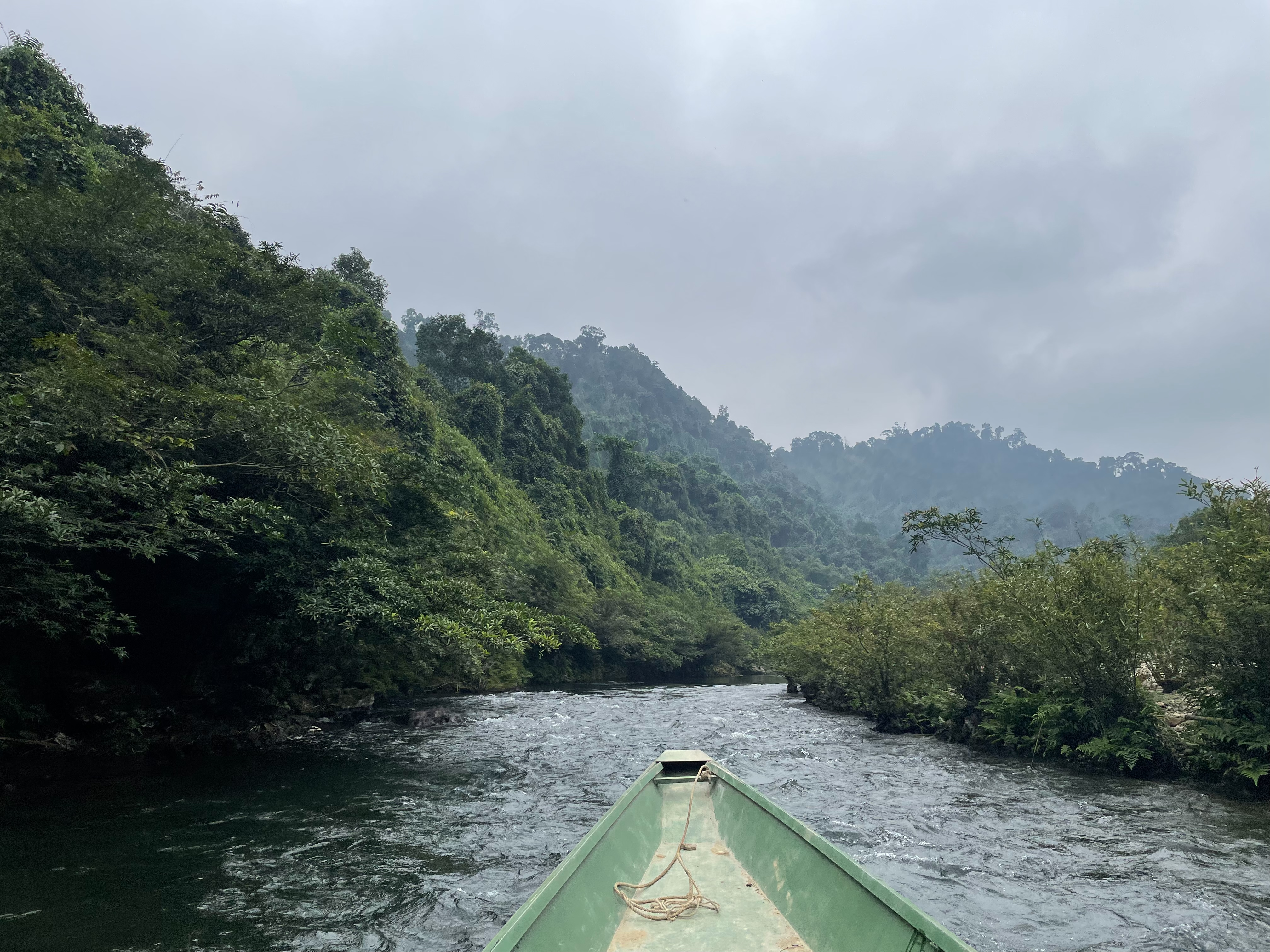
ザン川